# Пластодзьобик
Пластодзьобик (Plasteurhynchium) — рід мохів родини Brachytheciaceae. Поширення: Європа, Північна Африка.
Види:
- Plasteurhynchium meridionale
- Plasteurhynchium striatulum